# Mouette de Patagonie
Chroicocephalus maculipennis
Espèce
Statut de conservation UICN

 LC  : Préoccupation mineure

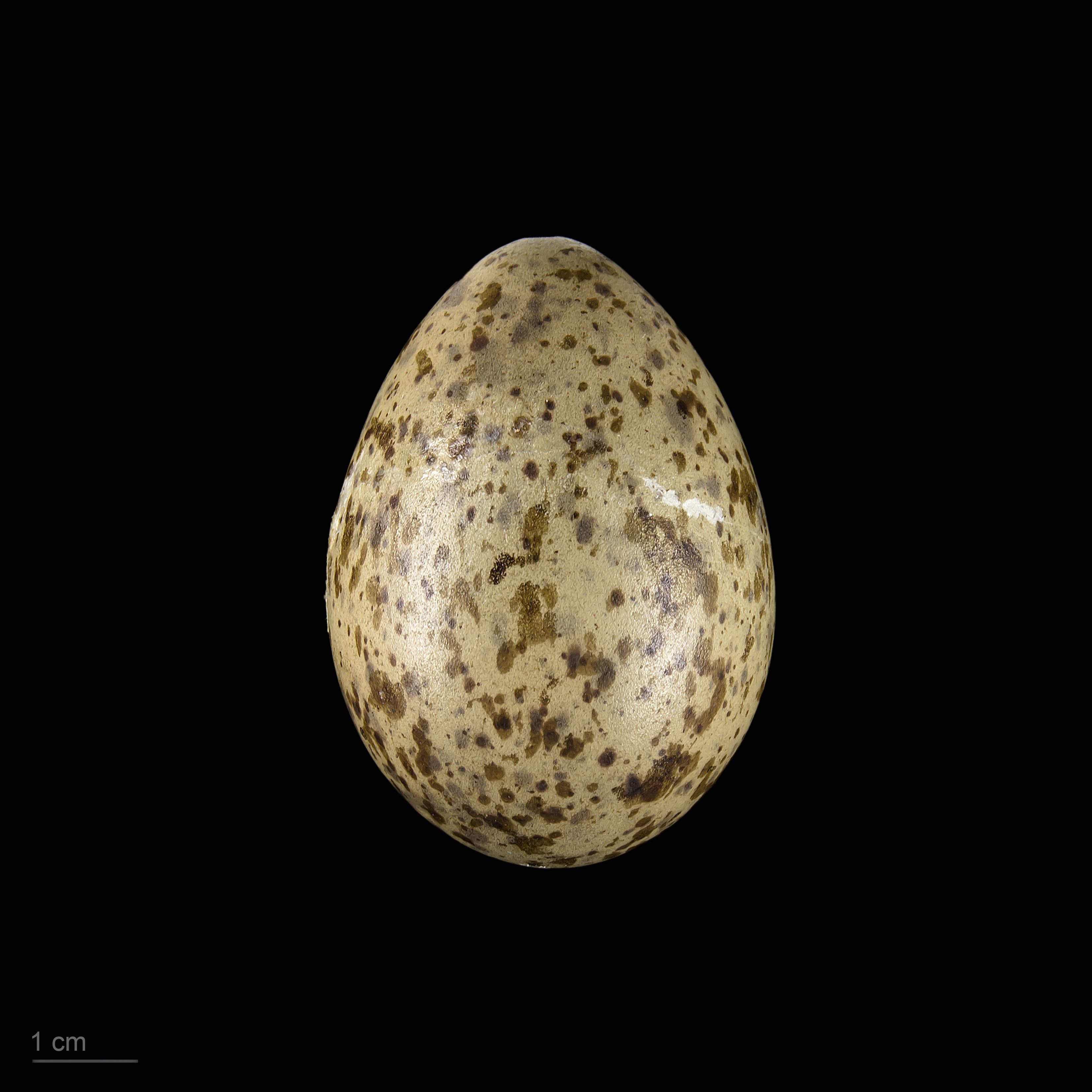
Œuf de Chroicocephalus maculipennis - Muséum de Toulouse

La Mouette de Patagonie (Chroicocephalus maculipennis) est une espèce sud-américaine d'oiseaux de la famille des Laridae.
L'étymologie du terme s'appuie sur les radicaux en grec ancien, χρωϊκός khrōïkós, (coloré) et κεφαλή kephalḗ, (tête). Quant au terme maculipennis, il est construit sur les mots Latins pĭnna (plume, aile) et macula (tache).

## Description
Petite mouette du genre Chroicocephalus (35 à 37 cm), son allure évoque celle de sa proche cousine la mouette rieuse à plus d'un égard. L'adulte nuptial s'en distingue cependant par son manteau gris plus clair, sa queue immaculée ainsi que par son bec et ses pattes rouge vif. Le capuchon est brun foncé à l'exception d'une fine virgule blanche entourant partiellement l’œil de haut en bas en passant par l'arrière de celui-ci. L'extrémité des ailes présente de délicates marques noires, plus discrètes dessus que dessous. Le reste du corps est blanc uni.
En dehors de la période de reproduction, le capuchon s'estompe, ne laissant plus qu'une tache parotique sombre en arrière de chaque œil.

## Habitat
Oiseau côtier, la mouette de Patagonie s'aventure toutefois régulièrement dans les terres, en particulier dans les champs fraîchement labourés. S'il lui arrive de nicher sur des îles fluviales ou aux abords de grands lacs, les milieux marins rassemblent la plus grande partie des effectifs toute l'année.

## Répartition
Cette espèce est présente le long des côtes du Pacifique Sud et de l'Atlantique Sud, du centre du Chili et du sud du Brésil jusqu'à la Terre de Feu. Elle peut occasionnellement être observée plus au Nord (Au sud du Pérou et au Nord-Est du Brésil). 